# اسکار سوبیا
اسکار سوبیا (اسپانیایی: Oscar Zubía‎؛ زادهٔ ۸ فوریهٔ ۱۹۴۶) بازیکن و مربی فوتبال اهل اروگوئه بود.
از باشگاه‌هایی که در آن بازی کرده‌است می‌توان به باشگاه فوتبال پنیارول و باشگاه فوتبال ال‌دی‌یو کیتو اشاره کرد.
وی همچنین در تیم ملی فوتبال اروگوئه بازی کرده‌است.